# Sparrows Point
Sparrows Point est une zone située dans le comté de Baltimore dans le Maryland. La zone abrite un vaste complexe industriel, aujourd'hui en déclin, spécialisé dans la fabrication d'acier et la construction navale. Une partie de l'acier qui a servi à la construction du pont du Golden Gate provenait des aciéries de Sparrows Point.